# Kariaí
Kariaí (caraiaí, carajaí, carajá, carahiahy) és una llengua extingida de la família de les llengües arawak, poc testificada i sense classificar, parlada a l'estat de Roraima. Kaufman (1994) la va col·locar a la seva branca de Manao (Rio Negro Mitjà) de les llengües arawak de l'Alt Amazones però això no fou seguit per Aikhenvald (1999)

## Vocabulari
Hi ha un vocabulari cariaí (flora, fauna i artefactes culturals) recollit per Johann Natterer (1831) als marges del riu Pamonönü (Pauini?), afluent de l'Onenü (riu Unini), a prop de Carvoeiro.